# کوستا نییورمانتیکا
کوستا نییورمانتیکا (به انگلیسی: Costa neoRomantica) یک کشتی است که طول آن ۲۱۹ متر (۷۱۹ فوت) می‌باشد. این کشتی در سال ۱۹۹۳ ساخته شد.